# Ruth Hamrin-Thorell
Ruth Lizzie Hamrin (gift Hamrin-Thorell), född 20 juni 1903 i Rogberga församling, Jönköpings län, död 28 december 1991 i Uppsala domkyrkoförsamling, Uppsala län, var en svensk journalist och folkpartistisk politiker. 

## Biografi
Ruth Hamrin-Thorell var dotter till statsministern Felix Hamrin och syster till riksdagsledamoten Mac Hamrin.
Hon var elev vid Västra elementarläroverket för flickor i Jönköping till 1920 och vid gymnasiet i Eksjö 1921–23. Efter studentexamen studerade hon vid Stockholms högskola 1923–24 blev hon journalist i Västerbotten-Kuriren 1925-25 och i den radikalt liberalfemininistiska Tidevarvet 1925–28. Hon var redaktionssekreterare i Idun från 1931 och dess andreredaktör 1940–63. Hon var även redaktör för Skolkökslärarnas Tidning, senare omdöpt till Hushållsläraren, 1942–72, samt medarbetare i Upsala Nya Tidning. 
Hon tillhörde folkpartiets partistyrelse 1946–70 och var även ordförande för Folkpartiets kvinnoförbund 1946–1950. 
Åren 1955–70 var hon riksdagsledamot i första kammaren för Stockholms och Uppsala läns valkrets. I riksdagen var hon bland annat ledamot av andra lagutskottet 1958–70, från 1969 som dess vice ordförande. Hon var starkt engagerad i olika sociala frågor, bland annat om barnavård, social hemhjälp, familjerådgivning och konsumentupplysning. Hon lyfte även fram hemarbetande och ensamstående kvinnors situation, och väckte 1962 frågan om de neurosedynskadade barnen.
Hon gifte sig 1928 med jägmästaren Erik Thorell (född 1897).